# Hesperolinon clevelandii
Hesperolinon clevelandii är en linväxtart som först beskrevs av Edward Lee Greene, och fick sitt nu gällande namn av John Kunkel Small. Hesperolinon clevelandii ingår i släktet Hesperolinon och familjen linväxter. Inga underarter finns listade i Catalogue of Life.